# Фрезер (завод)

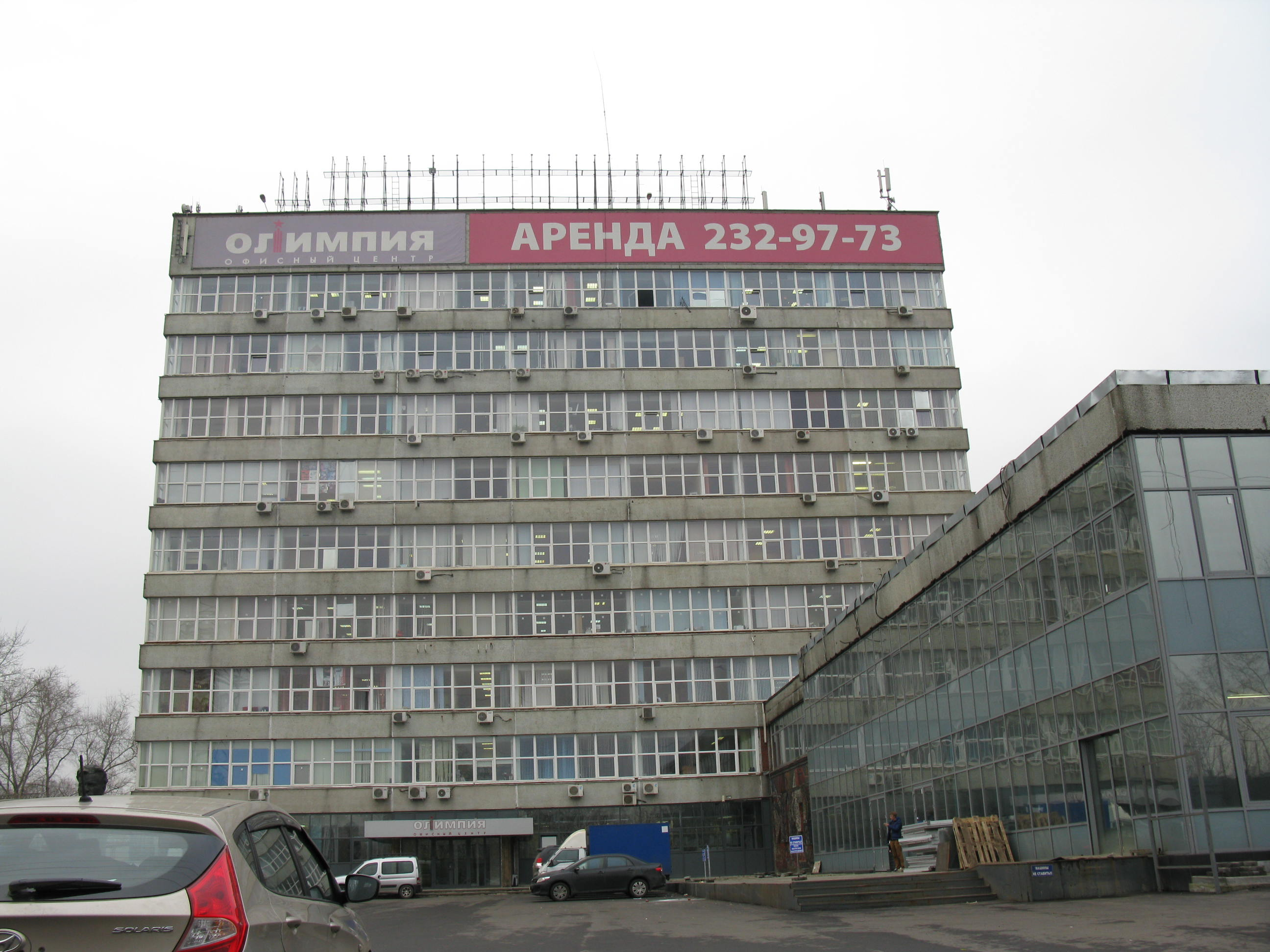
Здание заводоуправления бывшего завода Фрезер, 2013 г.

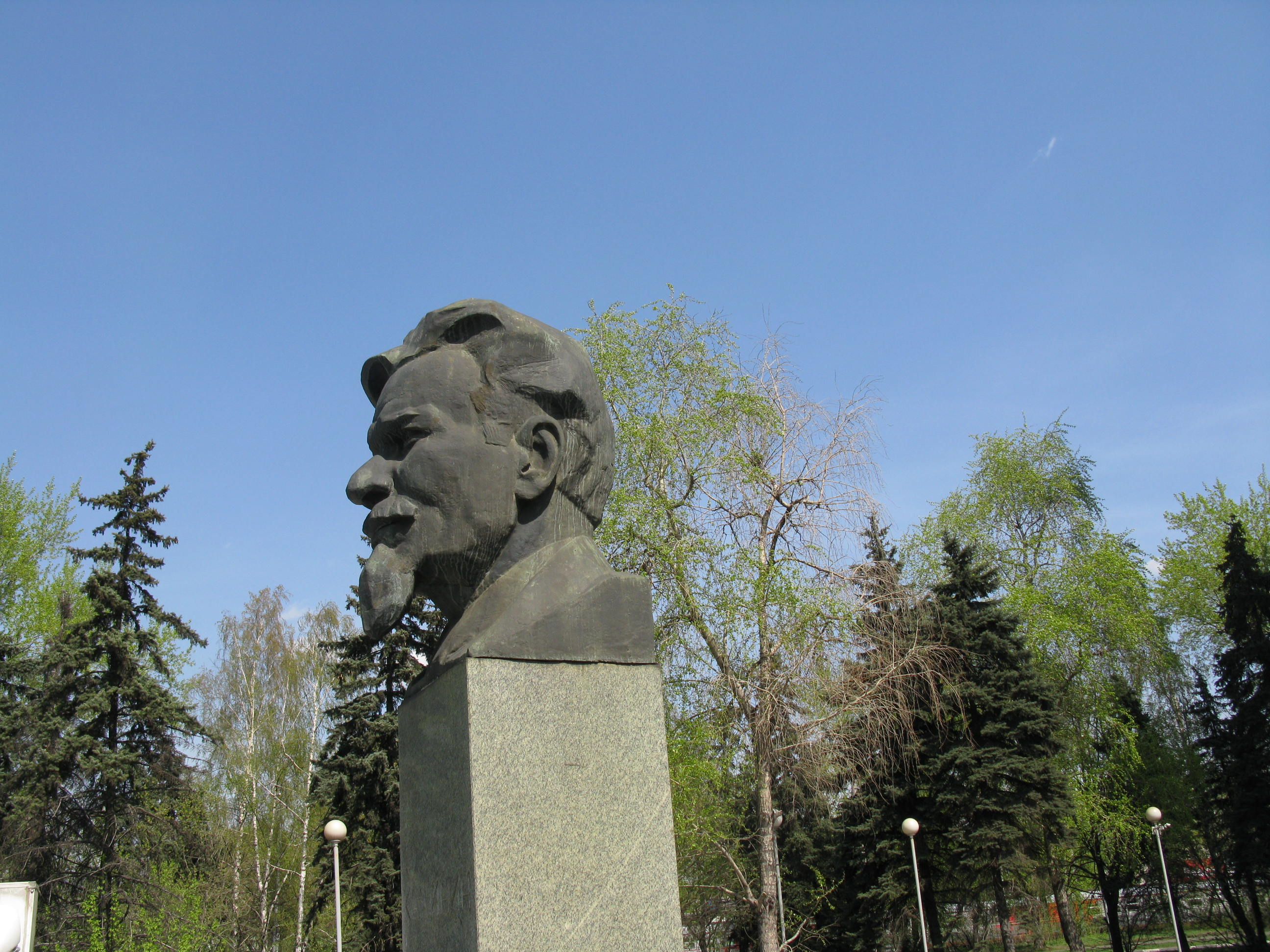
Бюст М. И. Калинина установленный перед зданием заводоуправления, 2007 г.

Московский завод режущих инструментов «Фрезер» им. М. И. Калинина (OАО «Фрезер») — бывший завод в Москве, крупнейшее предприятие СССР по выпуску стандартного и специального режущего инструмента для металлообрабатывающей и машиностроительной промышленности, в том числе и высокоточного инструмента для часовой и приборостроительной промышленности.

## История
Строительство завода началось в 1930 году на пустыре в восточной части Москвы, близ железнодорожной станции Андроновка Малого кольца МЖД. Запуск состоялся 30 апреля 1932 года.
В условиях угрозы захвата Москвы осенью 1941 года основная материальная база завода была эвакуирована в Томск, где было спешно развёрнуто производство металлорежущего инструмента для оборонной промышленности СССР. В дальнейшем основная часть мощностей была реэвакуирована обратно в Москву, но на основе образовавшихся в Сибири новых производственных мощностей был образован Томский инструментальный завод.
В 1953 году в рамках технического перевооружения были установлены автоматические и поточно-механизированные линии для обработки режущего инструмента, заводом освоено производство станков, применявшихся в инструментальной промышленности, начато производство инструмента повышенной прочности из твёрдых сплавов. Завод сотрудничал со свыше 35 научно-исследовательскими и конструкторскими бюро инструментальной промышленности.
В 1966 году завод награждён орденом Трудового Красного Знамени.
В период с 1940 по 1973 года выпуск товарной продукции увеличился более чем в 12 раз. Производилось свыше трёх тысяч наименований режущего инструмента.
После распада СССР в 1990-х годах предприятие начало постепенно разваливаться. В 1996 году ситуация на заводе достигла критической отметки, с перебоями выплачивалась заработная плата, начался отток квалифицированных кадров. Задолженность перед кредиторами превысила годовой объем производства в два раза, небольшие поступления заводу приносили арендаторы его территории.
К концу 1990-х годов со сменой руководства проведена реструктуризация с выделением цехов и подразделений в дочерние и зависимые компании. В начале 2000-х годов собственниками выведено практически всё имущество АО «Фрезер» во вновь созданные организации.
В 2004—2005 годах ОАО «Фрезер» было признано банкротом, введено конкурсное производство, общество было ликвидировано, значительная часть производственных площадей была выкуплена и реструктурирована компанией, занимавшейся производством оконного поливинилхлорид-профиля «Вельтпласт» и являвшейся арендатором небольших площадей завода с 1997 года. Оставшуюся бывшую территорию населяет множество организаций, которые осуществляют сдачу в аренду на этой территории площадей под офисные, складские и производственные нужды.
Территорией предприятия является пространство по адресу: Москва, 1-я Фрезерная улица, дом 2/1. На территории находится охраняемый государством памятник «Воинам завода Фрезер».

## Награды
- Орден Октябрьской Революции[2].
- Орден Трудового Красного Знамени (1966).